# Paulo Soares de Avelar
Paulo Soares de Avelar (? - ?) foi um administrador colonial português, foi governador do Grão-Pará em 1646, foi Capitão de infantaria na cidade de São Luís e lá impediu invasões holandesas.